# Halysidota fuliginosa
Halysidota fuliginosa là một loài bướm đêm thuộc phân họ Arctiinae, họ Erebidae.